# Троицкая лаврская семинария
Тро́ицкая Ла́врская духо́вная семина́рия — духовная семинария Русской православной церкви, располагавшаяся в помещениях Троице-Сергиевой лавры. Занятия начались с 1742 года. В ходе реформы духовно-учебных заведений 1810-х годов в 1814 году вместо упразднённой Троицкой лаврской семинарии в стенах лавры была размещена Московская духовная академия, ставшая преемницей Славяно-греко-латинской академии.

## История
Троицкая семинария была основана по решению императрицы Анны Иоанновны именным указом Синоду от 21 сентября 1738 года: «завесть при Троицком Сергиевом монастыре семинарию с добрым основанием … и набрать учеников в ту семинарию до 200 человек, выбирая способнейших к наукам из священнических и прочих церковниковых и тутошних монастырских слуг детей, которые уже обучены читать и писать в русском языке, а именно от 10 до 15 лет». В 1739 году настоятелем Троице-Сергиевого монастыря, специально для организации в ней семинарии по киевскому образцу, был назначен архимандрит Амвросий (Дубневич). Однако быстрого организации семинарии не получилось и дело получило продолжение уже при императрице Елизавете Петровне и преемнике Амвросия — архимандрите Кирилле (Флоринском).
Первые занятия начались 2 октября 1742 года. Первыми преподавателями были .
Первоначально руководство и попечение семинарией возлагалось на архимандритов Троицкого монастыря. После смерти архимандрита Кирилла, 29 января 1744 года архимандритом Троице-Сергиевой лавры, значит — начальником семинарии при ней — «повелено быть» Арсению (Могилянскому). За восемь лет пребывания на этих должностях «семинария вполне организовалась». Первым руководителем семинарии — префектом, стал в 1745 году Афанасий Волховской; с 1748 года он стал именоваться ректором семинарии. Однако непосредственное управление семинарией ещё с 1742 года было поручено светскому лицу — интенданту Андрею Ивановичу Павловскому, который удержал своё влияние и при первом префекте.
Ректор и префект семинарии, наблюдая за ходом обучения и поведением учеников, зависели от архимандрита лавры и соборных старцев.
Обучение началось 2 октября 1742 года — с класса аналогии (или фары), в котором обучали чтению и письму; первыми преподавателями были Семён Метенский и Иван Лелеяцкий. В следующем году были открыты классы инфимы и грамматики, а число преподавателей достигло пяти (среди них — Фёдор Ляшевецкий). В 1744 году открылись классы синтаксимы, пиитики, а в следующем году — риторики. Все преподаватели были на полном обеспечении семинарии: одеждой, едой, помещением и денежным жалованьем; «…все содержание семинарии с издержками на учителей и на 80-90 учеников стоило … 4957 рублей 16 коп., — сумма в то время очень не малая». Большой трудностью оказалось набрать в семинарию учеников; за укрытие детей указом Синода от 23 февраля 1744 году было даже предписано штрафовать: протопопов — по два рубля, священников — на полтора, дьяконов — на рубль, а с дьячков и пономарей взималось по 50 копеек. В первые годы большинство учеников было «на стороне крестьянских и служних детей: учеников из духовного звания было не много… Годичное число учеников семинарии простиралось от 90 до 200 человек».
С сентября 1749 года Кирилл (Ляшевецкий), ставший префектом семинарии, начал читать философию, а богословие с 1751 года преподавал Афанасий Волховской.
До отобрания у монастырей вотчин в 1764 году, семинария находилась на содержании лавры и составляла её собственное учебное заведение, которое находилось в полном её ведении. В ученики семинарии набирались дети священно- и церковнослужителей Троицкой десятины — административной единицы, включавшей до тридцати пяти окружавших лавру сёл. С 1764 года семинария начала получать содержание помимо лавры из коллегии экономии, вместе с чем она стала и независимою от лавры в административном отношении, а лишь находящейся в её стенах и на её земле.
Своего расцвета Троицкая лаврская семинария достигла при митрополите Московском Платоне (Левшине). Среди окончивших её в этот период были будущие митрополиты: Санкт-Петербургский Михаил (Десницкий) — выпускник 1782 года; Московский Филарет (Дроздов) — выпускник 1803 года.
При закрытии Троицкой семинарии в 1814 году 133 ученика из неё были переведены в Вифанскую духовную семинарию.